# ردود الفعل الإسرائيلية على الانتفاضة الأولى
كانت الانتفاضة الأولى، وهي انتفاضة فلسطينية جماهيرية ضد الاحتلال الإسرائيلي للأراضي الفلسطينية بين عامي 1987 و1993، ذات تأثير واسع النطاق داخل إسرائيل. لقد تحركت الحكومة الإسرائيلية في البداية لقمع الانتفاضة بالقوة، قبل أن تتحرك لاحقا نحو استراتيجية تضع المزيد من التركيز على خفض التصعيد وفي نهاية المطاف الدخول في مفاوضات سلام مباشرة مع الفلسطينيين لأول مرة. وقد تدهورت سمعة الجيش الإسرائيلي على نطاق واسع، على الصعيدين المحلي والدولي، نتيجة لدوره في قمع الانتفاضة. وعلى مستوى المجتمع المدني الإسرائيلي، كان تأثير الانتفاضة الأولى يشمل إنشاء أحزاب سياسية جديدة للأقليات العربية، فضلاً عن زيادة نشاط السلام النسوي.

## الخلفية
في 9 كانون الأول/ديسمبر 1987، صدم سائق شاحنة إسرائيلي أربعة فلسطينيين في مخيم جباليا للاجئين مما أدى إلى استشهادهم. وأثارت هذه الحادثة أكبر موجة من الاضطرابات الفلسطينية منذ بدء الاحتلال الإسرائيلي في عام 1967: الانتفاضة الأولى. خلال المراحل الأولى، تميزت الانتفاضة إلى حد كبير بحملة غير عنيفة قادتها قيادة شعبية لامركزية، مع إجراءات شملت الإضرابات العمالية، والإضرابات الضريبية، ومقاطعة البضائع الإسرائيلية، ومقاطعة المؤسسات الإسرائيلية، والمظاهرات، وإنشاء الفصول الدراسية والتعاونيات السرية، ورفع العلم الفلسطيني المحظور، والعصيان المدني. وقد ردت الحكومة الإسرائيلية على اندلاع الانتفاضة بحملة قمع قاسية، ومع ذلك فقد أصبحت الانتفاضة أكثر عنفاً خلال مراحلها الأخيرة، بما في ذلك الإجراءات الفلسطينية الداخلية ضد المتعاونين المزعومين. وبحلول نهاية الانتفاضة، كان قد قتل أكثر من ألف فلسطيني وأصيب أكثر من مائة ألف آخرين على يد القوات الإسرائيلية، كما قتل الفلسطينيون نحو مائتي إسرائيلي. انتهت الانتفاضة الأولى بعدة مفاوضات سلام رفيعة المستوى، بما في ذلك مؤتمر مدريد عام 1991 واتفاقيات أوسلو عام 1993.

## قمع الانتفاضة
ردت الحكومة الإسرائيلية بقسوة على اندلاع الانتفاضة، ففرضت مجموعة من الإجراءات الصارمة وانتهجت سياسة القبضة الحديدية لمحاولة قمعها. كتبت وكالة الأنباء اليهودية عام 1988 أن هذه الإجراءات شملت "حظر التجول، واعتقالات وقائية واسعة النطاق، وعزل الأراضي عن إسرائيل نفسها، وحظر حرية التنقل داخلها، وقطع خطوط الهاتف، وإزالة مكبرات الصوت من مآذن المساجد". وكتبت إفرات سيلبر من جامعة بن جوريون في النقب عام 2010 أن الحكومة الإسرائيلية "قيدت السفر، وأغلقت المؤسسات التعليمية، واحتجزت المشتبه بهم، وهدمت المنازل واستولت عليها، ورحلت النشطاء خارج حدود إسرائيل، واستخدمت عمليات القتل المستهدف". وكثيراً ما كانت الإجراءات التي اتخذتها إسرائيل تندرج ضمن الإطار القانوني لأنظمة الدفاع (الطوارئ)، وهو إطار متبقٍّ من الحكم البريطاني في فلسطين الانتدابية.
وقد صنف إفرايم إنبار من جامعة بار إيلان رد فعل الحكومة الإسرائيلية على الانتفاضة في أربع مراحل زمنية. في المرحلة الأولى، خلال الشهر الأول من الانتفاضة، فوجئت الحكومة الإسرائيلية وحاولت استخدام نفس الإجراءات التي استخدمتها في السابق لقمع موجات الاضطرابات الفلسطينية. وفي المرحلة الثانية، خلال الأشهر الأولى من عام 1988، رأت الحكومة الإسرائيلية أن الانتفاضة تشكل تهديداً خطيراً لطردها من الأراضي الفلسطينية، وتحركت الحكومة الإسرائيلية لقمع المظاهرات بعنف. وفي المرحلة الثالثة، من منتصف عام 1988 حتى انهيار حكومة الوحدة الإسرائيلية في ربيع عام 1990، توقفت الحكومة الإسرائيلية عن التصعيد العسكري وركزت بدلاً من ذلك على استراتيجية الاستنزاف، وخاصة من خلال الضغوط الاقتصادية والاعتقالات الجماعية للفلسطينيين. وفي المرحلة الرابعة، تحت قيادة وزير الدفاع الجديد موشيه أرينز، تميزت بخفض التصعيد وانسحاب الجنود الإسرائيليين من المراكز السكانية الفلسطينية الرئيسية.

### استخدام القوة
عندما اندلعت الانتفاضة الأولى، تعهد وزير الدفاع إسحاق رابين باستخدام "القوة والجبروت والضرب" لقمع الانتفاضة، بينما أمر الجنود الإسرائيليين بكسر عظام المتظاهرين الفلسطينيين. تعهّد رئيس وزراء إسرائيل، إسحاق شامير، بأن الحكومة الإسرائيلية "ستُرعب عرب الأراضي الفلسطينية". في أوائل عام 1988، زعم عمرام متسناع، قائد القيادة المركزية لجيش الاحتلال الإسرائيلي، أن "استخدام القوة لتفريق المظاهرات قد أثبت فاعليته"، قائلاً إنه عندما يُفرّق الجيش المظاهرات، "سنُلقي القبض على من نستطيع، وسيُضرب بعضهم. عليهم أن يُدركوا أنهم لا يستطيعون الاستيقاظ في التاسعة أو العاشرة صباحًا وجعل رمي الحجارة وحرق الإطارات رياضتهم الوطنية دون توقع أي عواقب". في أكتوبر 1988، صرّح رابين بأن "المظاهرات الحاشدة، التي كانت رمزًا للانتفاضة، لم تعد موجودة، لأن الجيش لديه تعليمات بقمعها مع تطورها"، مضيفًا أن الجيش الإسرائيلي "يجب أن يستخدم القوة في الأراضي الفلسطينية، بأقصى قوة يسمح بها القانون، لمواجهة هؤلاء المُحرّضين".
لكن الاستخدام الإسرائيلي للقوة واجه انتقادات دولية واسعة النطاق. صرحت جينيفر لينينج، من منظمة أطباء من أجل حقوق الإنسان، في فبراير/شباط 1988 بوجود "نمط منهجي من إصابات الأطراف، مُدبَّر بوضوح للتسبب في كسور لا تؤدي إلى الوفاة" بين المتظاهرين المصابين، قائلةً إن "المصابين يبدون كما لو أنهم تعرضوا لغسيل آلي. كان عليهم تثبيتهم والاستمرار في ضربهم". وفي تقرير صدر عام 1989، اتهمت منظمة العفو الدولية الحكومة الإسرائيلية باستخدام "قوة مفرطة وعشوائية" ضد الفلسطينيين المحتجين. وقد أشار تقرير صادر عن هيومن رايتس ووتش عام 1990 إلى أن "السياسات الإسرائيلية شجعت في كثير من الأحيان على عدم ضبط النفس من جانب قوات جيش الاحتلال الإسرائيلي" في الرد على الانتفاضة، بما في ذلك "الأوامر التي تسمح باستخدام القوة المميتة بشكل ليبرالي نسبياً"، و"الفشل في التحقيق بشكل قوي وملاحقة" حالات سوء السلوك المحتمل من جانب الجنود، ومنع الوصول إلى مراقبين مستقلين من جهات خارجية.

### حظر التجول
طوال فترة الانتفاضة، كان الجيش الإسرائيلي يفرض حظر التجوال والإغلاق على المدن والمناطق الفلسطينية بشكل منتظم، ويحصر السكان في منازلهم، في بعض الأحيان لعدة أيام متتالي. وفي أواخر شهر كانون الثاني/يناير 1988، فُرض حظر تجول على حي الطور، مما يمثل أول حظر تجول يُفرض في القدس منذ بداية الاحتلال الإسرائيلي في عام 1967. وفي قضية أخرى بارزة، فرض الجيش الإسرائيلي في سبتمبر/أيلول 1989 حصاراً كاملاً على مدينة بيت ساحور في الضفة الغربية، في محاولة لقمع إضراب ضريبي شامل قام به سكان المدينة. استمر الحصار لمدة اثنين وأربعين يومًا.

### إغلاق المدارس
ردًا على الانتفاضة، أمر الجيش الإسرائيلي بإغلاق عدد كبير من المدارس الابتدائية والثانوية الفلسطينية لفترات طويلة، بما في ذلك المدارس العامة والمدارس التي تديرها الأونروا. كما واجهت المدارس الخاصة في فلسطين أوامر إغلاق متكررة من الحكومة الإسرائيلية، وإن كان بدرجة أقل من المدارس الأخرى، حيث مارست المدارس الخاصة انضباطًا أكثر صرامة على التلاميذ الذين شاركوا في المظاهرات أو كتبوا شعارات وطنية على الجدران. كما اتخذت الحكومة الإسرائيلية إجراءات صارمة ضد محاولات الفلسطينيين تنظيم فصول دراسية تحت الأرض لمحاولة مواصلة التدريس أثناء الإغلاق.
كما أمرت الحكومة الإسرائيلية بإغلاق جميع الجامعات الفلسطينية، ولم يُسمح لمعظمها بإعادة فتح أبوابها إلا في عام 1991. ظلت جامعة بيرزيت مغلقة لأطول فترة، ولم يُسمح لها بإعادة فتح بعض كلياتها إلا في إبريل/نيسان 1992.

### تدابير قمعية أخرى
وفقًا لإفرات سيلبر من جامعة بن جوريون في النقب، "هدمت إسرائيل المنازل وأغلقتها كعقاب على مجموعة واسعة من الأعمال العنيفة لردع عامة الناس عن اتباع خطى المجرمين وردع المجرمين عن العودة إلى الإجرام"، وغالبًا ما دعت المراسلين إلى مشاهدة وتصوير عمليات الهدم على الهواء مباشرة.
واتخذت الحكومة الإسرائيلية أيضًا خطوات لنفي عدد من أبرز القادة الفلسطينيين للانتفاضة.

### التحول نحو خفض التصعيد
ومع استمرار الانتفاضة الأولى على الرغم من استخدام الحكومة الإسرائيلية للقوة، ومع تزايد العنف في الانتفاضة، بدأت الحكومة الإسرائيلية في تغيير استراتيجياتها، والتقليل من أهمية استخدام القوة، وتقليص عدد الجنود المنتشرين في الأراضي الفلسطينية، وتخفيف شدة القيود المفروضة على الفلسطينيين. في أغسطس/آب 1990، أفاد جويل برينكلي من صحيفة نيويورك تايمز أن عدد الإصابات والحوادث العنيفة في رفح انخفض بشكل ملحوظ بعد انسحاب القوات الإسرائيلية في مايو/أيار 1990، كجزء من تجربة خفض التصعيد التي قام بها وزير الدفاع الجديد موشيه أرينز، على الرغم من أن عدد الأعلام الفلسطينية وكمية الكتابات القومية على الجدران قد زادت بشكل ملحوظ.

## المتحاربون

### قوات الاحتلال الإسرائيلية
لقد فوجئت الحكومة الإسرائيلية والجيش الإسرائيلي إلى حد كبير باندلاع الانتفاضة. خلال الأشهر الأولى من الانتفاضة، واجهت قوات الاحتلال الإسرائيلية نقصًا كبيرًا في الغاز المسيل للدموع والرصاص المطاطي، ولم يتلق سوى عدد قليل من الجنود الذين تم نشرهم في الأراضي الفلسطينية لقمع الانتفاضة تدريبًا على تقنيات قمع الشغب.
جادل مارتن فان كريفيلد من الجامعة العبرية في القدس بأن الانتفاضة فاقمت الاضطرابات الداخلية داخل الجيش الإسرائيلي التي كانت موجودة بالفعل بسبب الاحتلال المطول لجنوب لبنان، قائلاً إن "انضباط جيش الاحتلال الإسرائيلي قد تقوض، وتراجع احترامه لذاته، وانخفضت معنوياته لدرجة أنه من بين كل 11 جندي احتياطي، لا يزال اثنان فقط يكلفان أنفسهما عناء تقديم أنفسهم. وعلى حد تعبير رئيس الأركان الفريق شاحاك، فإن المنظمة التي كانت في السابق فخر الأمة تحولت إلى "كيس ملاكمة". ووفقًا للمؤرخ أوري ميلشتاين، فإن الانتفاضة "تسببت في حدوث صدع في جيش الاحتلال الإسرائيلي بين كبار المتخصصين التكتيكيين من جهة، والقادة العملياتيين والاستراتيجيين من جهة أخرى"، و"أضرت بهيبة كبار القادة بعد الكشف عن أوجه قصورهم". في ربيع عام 1988، شكلت مجموعة من جنرالات الاحتياط بقيادة أهارون ياريف مجموعة تدعو إلى تهدئة الاستراتيجية الإسرائيلية، بحجة أن القمع بالقوة لم يؤد إلا إلى تأجيج الانتفاضة.
وكان للانتفاضة ورد فعل الحكومة الإسرائيلية عليها أيضاً تأثيرات كبيرة على الجنود الإسرائيليين الذين تم نشرهم في الأراضي الفلسطينية. وفقًا لإليعازر فيتستوم وروث مالكينسون من جامعة بن غوريون في النقب، فإن "التصور السائد عن "حرب ليست حربًا حقيقية" والصراع الأيديولوجي والسياسي في المواقف قد شوّشا تعريف الخدمة العسكرية خلال الانتفاضة. فبالنسبة للجندي، لم تكن المهام والأوامر واضحة، وكذلك لم تكن المعايير السلوكية في المواقف غير المتوقعة في الأوامر واضحة". في الشهر الثاني من الانتفاضة، نشر جيش الاحتلال الإسرائيلي أخصائيين نفسيين عسكريين للتحقيق في الحالة العقلية لجنوده.
كما أن الدور الذي لعبه الجيش الإسرائيلي في محاولة قمع الانتفاضة كان له تأثير سلبي على سمعتها. جادل موشيه إيلاد، من كلية الجليل الغربي، وهو منسق أمني سابق بين الجيش الإسرائيلي والسلطة السلطة الوطنية الفلسطينية، بأن الانتفاضة "أضرت بقوة الردع الإسرائيلية"، قائلاً إن "إسرائيل الجبارة التي كانت مرعبة بعد حرب الأيام الستة عام ١٩٦٧ لم تعد تُخيف، ولم تعد قواتها الأمنية رادعة. ستُذكر صورة الصبي ذي العشر سنوات وهو يرمي حجراً على دبابة إسرائيلية في نابلس إلى الأبد على أنها "داود" الفلسطيني الذي هدد "جالوت" الإسرائيلي ونجح. سيستغرق الأمر من إسرائيل بضع سنوات أخرى لاستعادة قوة ردعها".

### المستوطنون
وفقًا لحاييم ليفينسون من صحيفة هآرتس، فإن زعماء المستوطنين "شنوا حملة عدوانية ضد جيش الاحتلال الإسرائيلي، مدعين أن الجيش لم يوفر لهم الحماية الكافية" أثناء الانتفاضة الأولى. وشهدت الانتفاضة أيضًا زيادة في أعمال حراسة المستوطنين.
وفي أغسطس/آب 1989، أعلنت الحكومة الإسرائيلية أنها ستدفع تكاليف تركيب نوافذ معززة في السيارات الشخصية للمستوطنين كإجراء احترازي ضد رشق الحجارة من قبل الفلسطينيين.

## المجتمع الإسرائيلي

### المواطنون العرب في إسرائيل
وفقًا لألكسندر بلاي من جامعة أرييل، فإن المواطنين العرب في إسرائيل "وضعوا الحكومة الإسرائيلية تحت الاختبار عدة مرات من خلال مواجهات عامة، وأحيانًا عنيفة. وكان التحدي الرئيسي للسلطة الإسرائيلية هو عملية سريعة لخلق ثقافة سياسية للانفصال عن مؤسسات الدولة من خلال توليد أيديولوجية انفصالية، وإنشاء مؤسسات قومية، وخلق أو إحياء رموز وطنية". ومن بين الإجراءات المهمة التي اتخذها المواطنون العرب في إسرائيل خلال الانتفاضة، الإضراب العام ليوم السلام في ديسمبر 1987 ضد قمع الحكومة للانتفاضة. وفقًا لأبراهام سيلا من الجامعة العبرية في القدس، "عمّقت الانتفاضة الخلاف السياسي بين العرب في إسرائيل والدولة اليهودية. ولأول مرة، تأسست أحزاب وطنية عربية لم تكن تابعة لحزب صهيوني، ومع مرور الوقت نالت دعم غالبية الناخبين العرب". تأسس الحزب العربي الديمقراطي عام 1988 على يد عضو الكنيست عبد الوهاب دراوشة من حزب المئزر، الذي ترك المئزر احتجاجًا على قمع حكومة الوحدة الإسرائيلية للانتفاضة.
كتب نديم روحانا من جامعة هارفارد في عام 1990 أن الانتفاضة كان لها تأثير في زيادة الانفصال بين المواطنين العرب في إسرائيل والفلسطينيين داخل الأراضي المحتلة، حيث كان على العرب الإسرائيليين "التعامل مع التفاوت بين هويتهم العاطفية العميقة مع الانتفاضة والقليل الذي فعلوه من أجلها من حيث الدعم الملموس"، وخاصة بسبب المخاوف من أن الحكومة الإسرائيلية ستعتمد بقسوة ضدهم وأنهم سيخسرون بالتالي ما اكتسبوه من مكانة داخل إسرائيل غير المتكافئة. 
في ورقة بحثية نُشرت عام 2003، جادل إيلان آيسا من كلية ماكس شتيرن يزرعيل فالي بأن تغطية الصحف الناطقة بالعبرية لأخبار المواطنين العرب في إسرائيل خلال الانتفاضة كشفت عن "خوف من فقدان السيطرة على العرب الإسرائيليين" لدى المؤسسة اليهودية الإسرائيلية، حيث دأبت الصحف على توجيه "تحذيرات إلى العرب الإسرائيليين مفادها أن تصرفاتهم واحتجاجاتهم لا تتعدى الإطار القانوني. وتُضاف إلى هذه التحذيرات رسائل وتهديدات أخرى، تهدف إلى توعية العرب الإسرائيليين بأنهم معرضون لخسارة المكاسب التي حققوها منذ انسحاب الأحكام العرفية من مستوطناتهم في أوائل الستينيات".

### الاقتصاد
وبحسب الصحافية جوديث غابرييل، فإن الانتفاضة الأولى "اتخذت بشكل متزايد شكل الحرب الاقتصادية" بعد الأسابيع الأولى، حيث شرع الفلسطينيون في "مقاطعة واسعة النطاق للمنتجات الإسرائيلية، وحجب مدفوعات الضرائب، وإغلاق المتاجر والشركات في إضرابات تجارية جزئية وعامة، واستقالات جماعية من الوظائف في القطاع الإسرائيلي، وانتشار "حدائق النصر" في الأحياء، ونظام من الوكالات البديلة ما قبل الدولة لتلبية احتياجات الناس"، رداً على ذلك كانت الحكومة الإسرائيلية "منشغلة بنفس القدر بتكتيكات مصممة لمكافحة المقاومة الاقتصادية المتصاعدة وإحباط الحركة نحو الاعتماد الفلسطيني على الذات بشكل أكبر". وبحسب غابرييل فإن الإجراءات الفلسطينية كان لها تأثيرات كبيرة على الاقتصاد الإسرائيلي، بما في ذلك النقص في قطاعي البناء والمسالخ، فضلاً عن تأثيرات الانتفاضة التي كان لها تأثير كبير على صناعة السياحة. كما أن زيادة عدد الجنود الذين تم نشرهم لمواجهة الانتفاضة كلف الحكومة الإسرائيلية مبالغ كبيرة من المال.
وشهدت الانتفاضة أيضًا زيادة كبيرة في مبيعات الأسلحة في إسرائيل. وتعهدت وزارة الداخلية بتبسيط إجراءات الحصول على ترخيص الأسلحة النارية.

### وصول اليهود السوفييت
وفقًا ليوسي كلاين هاليفي، كان المجتمع الإسرائيلي في أواخر الثمانينيات من القرن العشرين منقسمًا بشدة ويعاني من صراع كبير بشأن عدد من القضايا، بما في ذلك الاقتصاد الراكد، والاحتلال المطول لجنوب لبنان، والانتفاضة الأولى، عندما "جاء بشكل غير متوقع هذا التدفق الهائل من المهاجرين الذين شملوا جزءًا كبيرًا من النخبة المهنية والثقافية لقوة عظمى".

## السياسة الإسرائيلية

### حكومة الوحدة
عندما اندلعت الانتفاضة الأولى، كانت حكومة إسرائيل تتألف من ائتلاف موحد يضم حزب العمل الإسرائيلي من يسار الوسط وحزب الليكود اليميني. وقد أدى اندلاع الانتفاضة إلى زيادة التوترات بين الفصائل المختلفة داخل ائتلاف الوحدة.

### استطلاعات الرأي
أظهر استطلاع للرأي أجرته مؤسسة مودعين إزراحي في أغسطس/آب 1988 أن 32% من الإسرائيليين قد تبنوا معتقدات سياسية وعسكرية أكثر يمينية منذ بداية الانتفاضة الأولى، في حين تبنى 14% معتقدات أكثر يسارية وأقل تشدداً، بينما أفاد 53% أنهم لم يتغيروا في معتقداتهم.
أظهر استطلاع للرأي أجرته صحيفة هآرتس في أبريل 1989 أن 54.6% من الإسرائيليين يؤيدون زيادة القوة العسكرية لقمع الانتفاضة، بينما عارض 36.6% زيادة القوة.

## عملية السلام

### نشاط السلام
وشهدت الانتفاضة الأولى زيادة في نشاط السلام ومناهضة الاحتلال بين الإسرائيليين.
وشهدت الانتفاضة الأولى أيضًا تعبئة كبيرة للنساء في نشاط السلام الإسرائيلي. كتبت فاليري بوزول من جامعة باريس 8 فينسين سان دوني أنه في حين كانت النساء الإسرائيليات يشكلن إلى حد كبير صوت الأقلية في معارضة الغزو الإسرائيلي للبنان عام 1982، فإن اندلاع الانتفاضة الأولى كان له تأثير كبير على النساء الإسرائيليات. "دفعت الجماعات النسائية المعارضة للاحتلال العسكري إلى الساحة العامة"، مضيفةً أن اللقاءات بين النسويات الإسرائيليات والفلسطينيات خلال الانتفاضة "كانت مهمة بشكل خاص للمشاركات الإسرائيليات حيث اكتشفن قوة النساء الفلسطينيات من الأراضي، وعلى وجه الخصوص قناعاتهن النسوية. قامت النسويات الإسرائيليات بعدد من الإجراءات خلال الانتفاضة، بما في ذلك محاولة زيارة مخيمات اللاجئين الفلسطينيين للقاء الناشطين الفلسطينيين (الذين منعهم الجيش الإسرائيلي في بعض الأحيان)، ونشر معلومات حول انتهاكات حقوق الإنسان التي ارتكبها الجيش ضد الفلسطينيين، وحياكة لحاف السلام، وإقامة المظاهرات ضد الاحتلال. تم تأسيس عدد من جماعات السلام الإسرائيلية الجديدة من قبل النساء خلال الانتفاضة، بما في ذلك النساء بالسواد، وبات شالوم، والمنظمة النسائية للسجناء السياسيين، وشاني – النساء الإسرائيليات ضد الاحتلال. ومع ذلك، أدى صعود نشاط السلام النسائي أيضًا إلى رد فعل عنيف ضد المرأة في المجتمع الإسرائيلي، مع سيمونا شاروني من الجامعة الأمريكية ذكرت أن "النساء المشاركات في مبادرات السلام المختلفة، وخاصة النساء بالسواد، أصبحن أهدافًا للإساءة اللفظية والجسدية في بعض الأحيان والتي كانت دائمًا تقريبًا مشبعة بالتلميحات الجنسية والجنسانية."

### مفاوضات السلام
ونتيجة للانتفاضة، اضطرت الحكومة الإسرائيلية إلى التخلي عن فكرة أنها يمكن أن تتفاوض على الصراع الإسرائيلي الفلسطيني من خلال أطراف ثالثة، ولا سيما المملكة الأردنية الهاشمية، وتحولت بدلاً من ذلك إلى المفاوضات المباشرة مع المنظمات الفلسطينية ومنظمة التحرير الفلسطينية لأول مرة.